# Oscar Zia
Oscar Zia (nació el 10 de octubre de 1996 en Svedala (Suecia) es un cantante sueco que ha participado en varios talent shows musicales de televisión en Suecia. Su apellido Zia es de origen italiano. Ha participado en el Melodifestivalen 2014 y en el Melodifestivalen 2016 (preselección sueca para designar representante en Eurovision) con la canción «Human».

## X Factor(2012)
Su primera participación en Suecia fue en X Factor en las audiciones interpretó el tema «Without You» de David Guetta. Él terminó en la octava posición. Los temas que interpretó en su estancia en X Factor fueron:
- Semana 1 (5 de octubre de 2012) - «Boyfriend» de Justin Bieber - Resultado: A salvo
- Semana 2 (12 de octubre de 2012) - «DJ Got Us Fallin' in Love» de Usher - Resultado: A salvo
- Semana 3 (19 de octubre de 2012) - «Danza Kuduro» de Don Omar junto a Lucenzo - Resultado: A salvo
- Semana 4 (26 de octubre de 2012) - «When You Say Nothing at All» de Ronan Keating - Resultado: A salvo
- Semana 5 (2 de noviembre de 2012) - «Moves Like Jagger» de Maroon 5 - Resultado: Dos últimos
- Bottom 2 duel (3 de noviembre de 2012) - «It Will Rain» de Bruno Mars - Resultado - Empate por jurados (2 votos de 4) / Eliminado por el público. Quedó en octava posición.

## Let's Dance 2013
Oscar Zia fue uno de los participantes de Let's Dance 2013, en la octava edición de la edición sueca de Dancing with the Stars, emitido por el canal de televisión sueco TV4. Quedó en la segunda posición, ganando Markoolio.

## Melodifestivalen 2014
En 2014 participó en el Melodifestivalen 2014 donde intentó representar a Suecia en Eurovision con el tema «Yes We Can». Tras quedar primero en la primera semifinal, acabó en el octavo puesto en la final y fue seriamente robado.

## Melodifestivalen 2016
En 2016 ha participado en el Melodifestivalen 2016 con la canción «Human», siendo uno de los elegidos para pasar a la final, en la cual quedó en segunda posición. El jurado internacional le otorgó la primera posición, pero fue la tercera opción del público.

## Discografía

### Sencillos
| Año  | Sencillo         | Posiciones | Certificaciones | Álbum |
| Año  | Sencillo         | SWE        | Certificaciones | Álbum |
| ---- | ---------------- | ---------- | --------------- | ----- |
| 2013 | «#FAIL»          | –          |                 | TBA   |
| 2014 | «Yes We Can»     | 19         |                 | TBA   |
| 2014 | «Ballare Con Me» |            |                 | TBA   |
| 2016 | «Human»          | 7          |                 | TBA   |
| 2016 | «I Want you»     |            |                 | TBA   |
| 2018 | «Det Går Aldrig» |            |                 | TBA   |

- Datos: Q6252652
- Multimedia: Oscar Zia / Q6252652